# Jugendzentrum Försterstraße

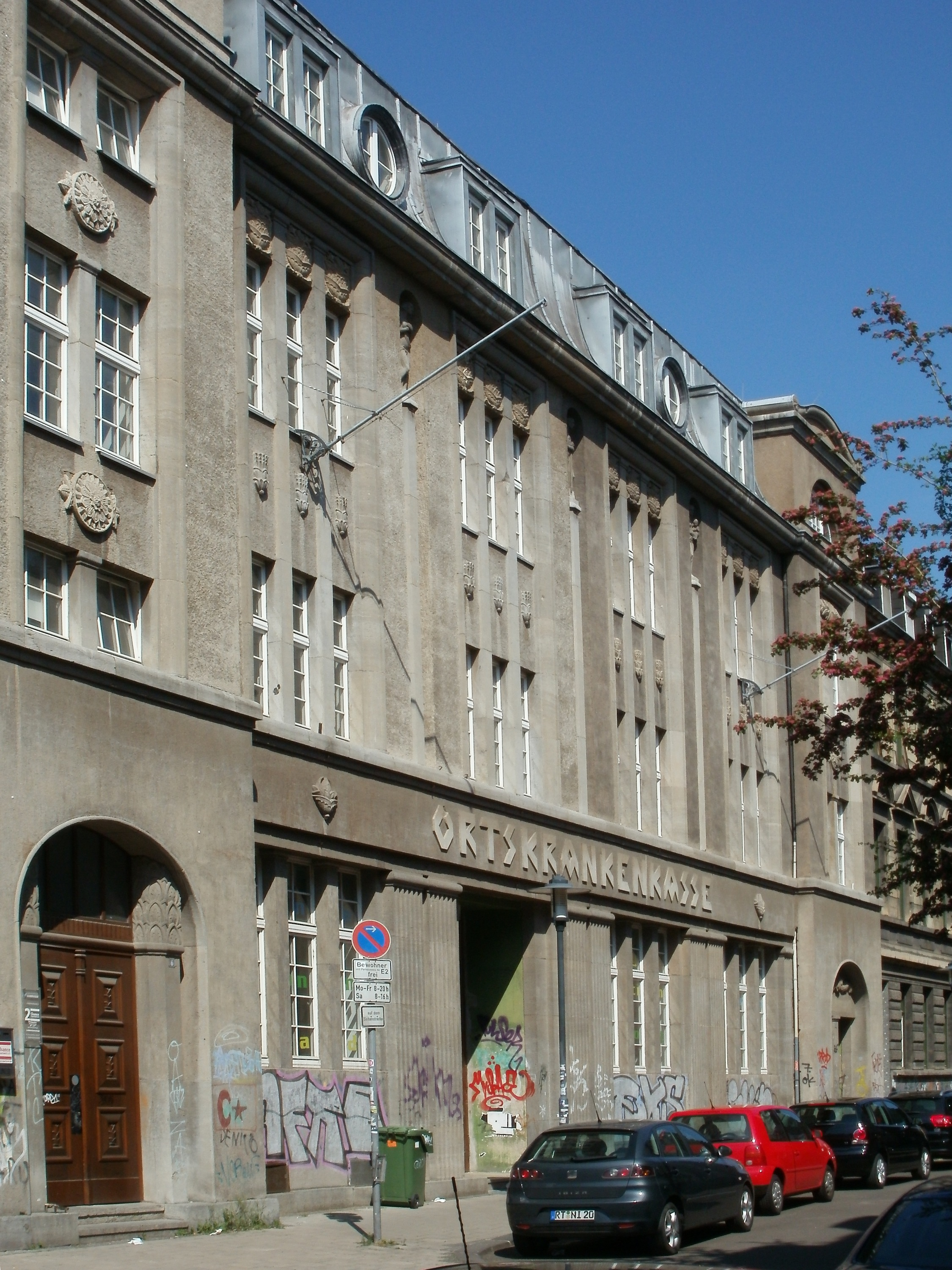
Das Jugendzentrum Försterstraße

Das Jugendzentrum Försterstraße (kurz: Förster-Juz) ist ein Jugendzentrum im Nauwieser Viertel in Saarbrücken.
Das denkmalgeschützte Bauwerk in der Försterstraße 6/8 wurde 1920 unter dem Architekten Franz Kaiser als Bürogebäude der Allgemeinen Ortskrankenkasse Saarland errichtet. Das Haus Nr. 8 enthält noch den Kern seines Vorgängergebäudes von 1897. Im Jahr 1973 zog die AOK in ein neues und größeres Gebäude in der Halbergstraße 1.
Seit 1978 befindet sich ein Jugendzentrum in dem Gebäude. Ein Café, eine Veranstaltungshalle und Gruppenräume auf zwei Etagen stehen zur Verfügung. Vier Sozialpädagogen betreuen Jugendliche zwischen 10 und 20 Jahren. Eine Vielzahl von Konzerten wurden im Juz realisiert. Gab es in den 1980er Jahren Auftritte von EAV, Wolf Maahn, Embryo oder Fehlfarben, waren ab den 1990ern Die Aeronauten, Jupiter Jones, Hot Water Music, The Parachutes oder Rap-Acts wie Torch, Blumio oder Kurtis Blow und viele mehr zu erleben.